# Cadena
|  | Per a altres significats, vegeu «Cadena (informàtica)». |

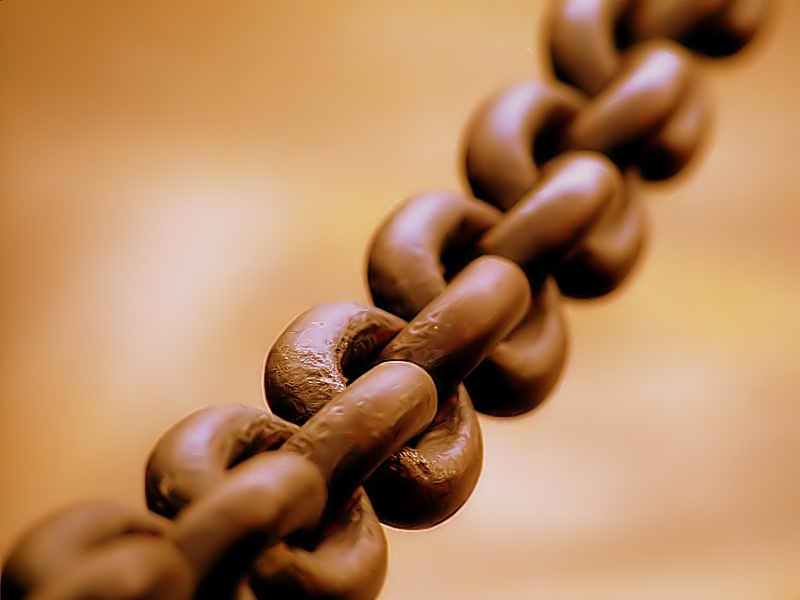
Una cadena feta de baules en forma tòrica

Una cadena és una sèrie d'anells o baules, habitualment de metall, units entre si. Són de gran ús per a subjectar l'àncora d'un vaixell, ja que al posar-ne uns quants metres al final entre la corda i l'àncora, milloren l'efecte arrossegant-se per la sorra i, aconseguint que l'àncora es clavi millor.
Les cadenes es fan de dues maneres, en funció del seu ús: Les que serveixen per aixecar, estirar o assegurar, tenen els seus anells en forma tòrica, i permeten la flexibilitat del conjunt en dues dimensions. Les cadenes pensades per transmetre energia tenen anelles dentades de manera que encaixen amb la màquina, i només són flexibles en una dimensió.
Les cadenes s'utilitzen com a element decoratiu en joieria.

## Història
La cadena de baules de metall ha estat en ús des d'almenys el 225 aC, en que s'emprava una cadena per treure aigua d'un pou penjant-hi una galleda. Aquesta cadena molt primerenca estava fete amb baules de metall connectades entre si.

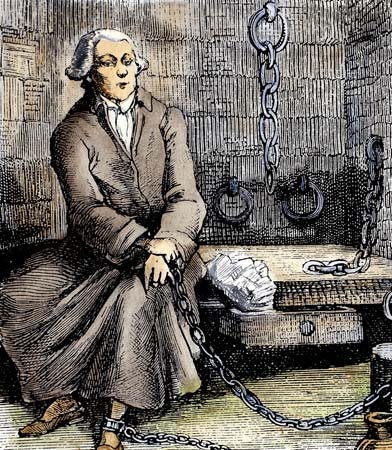
Presoner encadenat

Els romans no anaven mai a la guerra sense portar cadenes en prevenció dels possibles presoners que poguessin fer, en tenien de ferro, d'argent i àdhuc de or, per posar-les segons la classe o rang dels presoners o vençuts. Els soldats romans que s'havien distingit en la guerra rebien en recompensa dels seus capitans algunes cadenes amb les que es guarnien com un testimoni dels seus bons serveis o gestes.

### Tracte als presoners
Alguns pobles antics, entre ells els d'Israel, tenien una mena de cadenes de les que en parla Jeremies, en un extrem hi havia una mena d'argolla de forma triangular, en la què hi feien posar el cap als presoners o esclaus, lligant després les seves mans amb la mateixa cadena, en els dos angles de la base del triangle o argolla.
Entre els romans quan es feia presoner a un home se li lligava una cadena en el seu braç dret i l'altra extremitat al braç esquerre del soldat encarregat de custodiar. En certes ocasions, se li posava al pres una cadena al braç dret i una altra a l'esquerre, cadascuna de les quals estava assegurada per l'altre extrem en el braç esquerre dels dos soldats destinats a vigilar-lo.
Quan un jutge volia interrogar en secret a un pres custodiat d'aquesta manera, feia deslligar al soldat i el mateix jutge aguantava llavors l'extrem de la cadena. Aquesta manera de guardar un pres feia inútil moltes vegades la precaució de tancar-lo en una presó com presó preventiva i podia habitar amb el seu guardià a una casa particular. No sempre van ser simples soldats els que es lligaven amb els presos: es van veure algunes vegades diversos tribuns i centurions destinats a exercir aquest penós encàrrec.

### Simbolisme
Flavi Josep explica que era costum entre els romans trencar les cadenes enlloc de deslligar-les quan un acusat era absolt del seu suposat delicte. Tito va manar portar una segur per trencar la d'aquest mateix historiador per tal que ningú dubtés de la seva innocència. Els lliberts consagraven als déus lars les cadenes que havien portat durant la seva esclavitud. Horaci fa esment en les seves Sàtires  d'aquest costum.
Les cadenes de metalls preciosos formaven part dels ornaments dels romans i se'n han trobar moltes en les excavacions que s'han fet en diverses èpoques. A part d'aixó, el mateix Horaci parla de les cadenes en els seues  Epístoles .

## Galeria

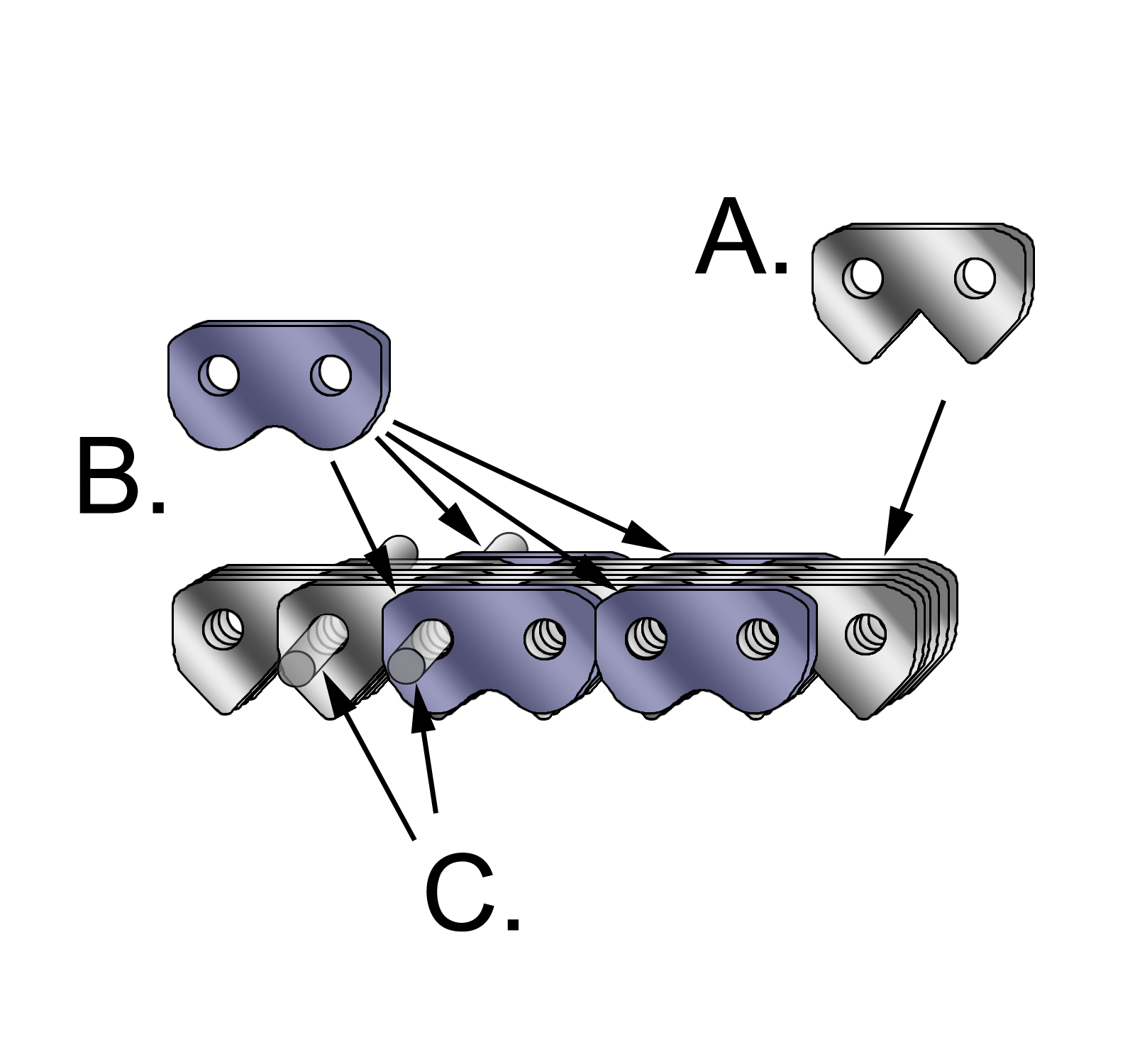
Cadena silenciosa
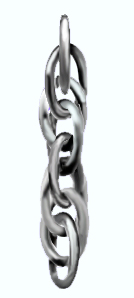
Cadena de corda
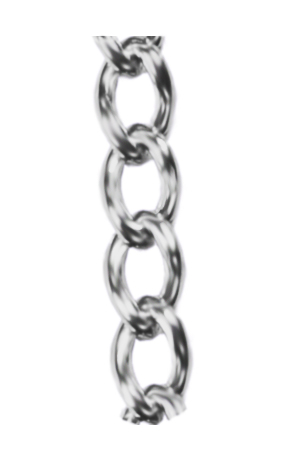
Cadena de baules girades
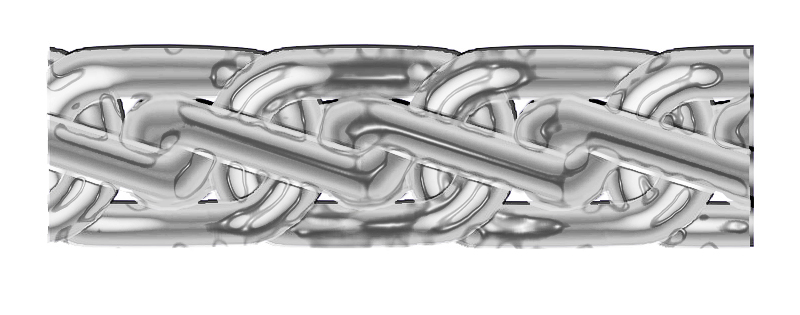
Cadena d'espiga
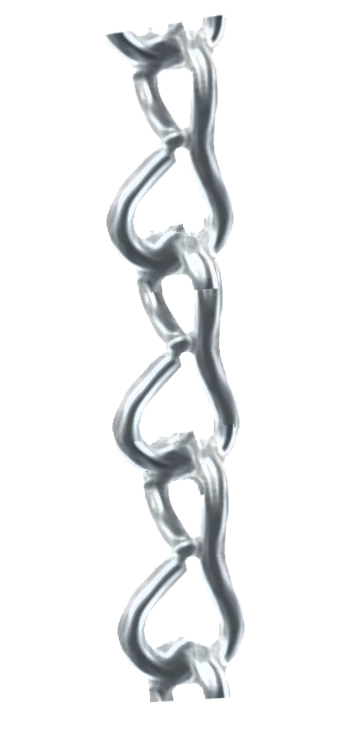
Cadena "single-jack"
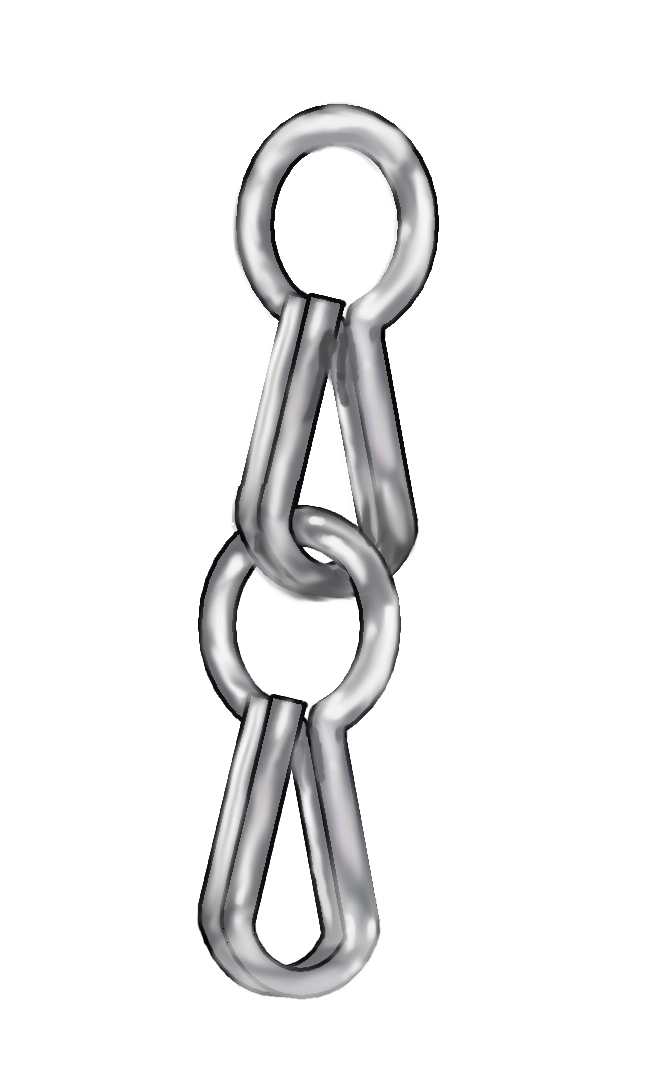
"Cadena double-jack"
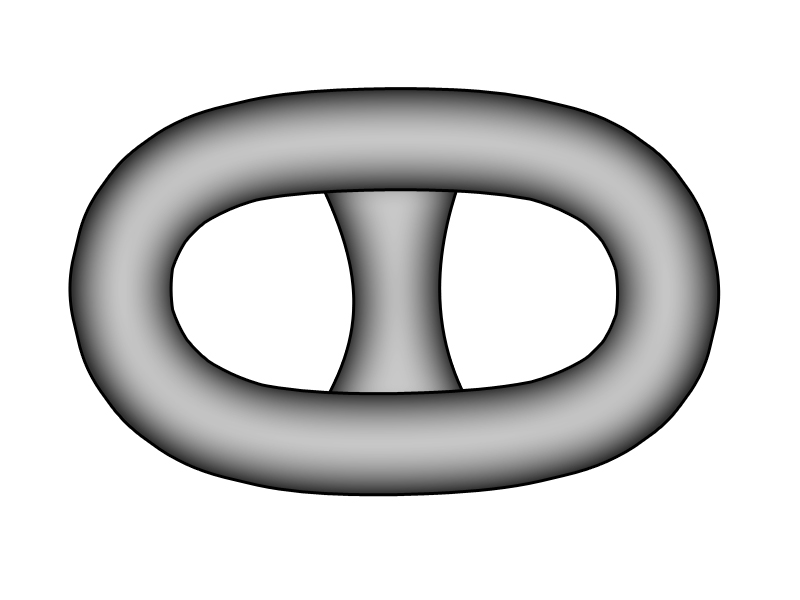
Cadena de baules "stud"
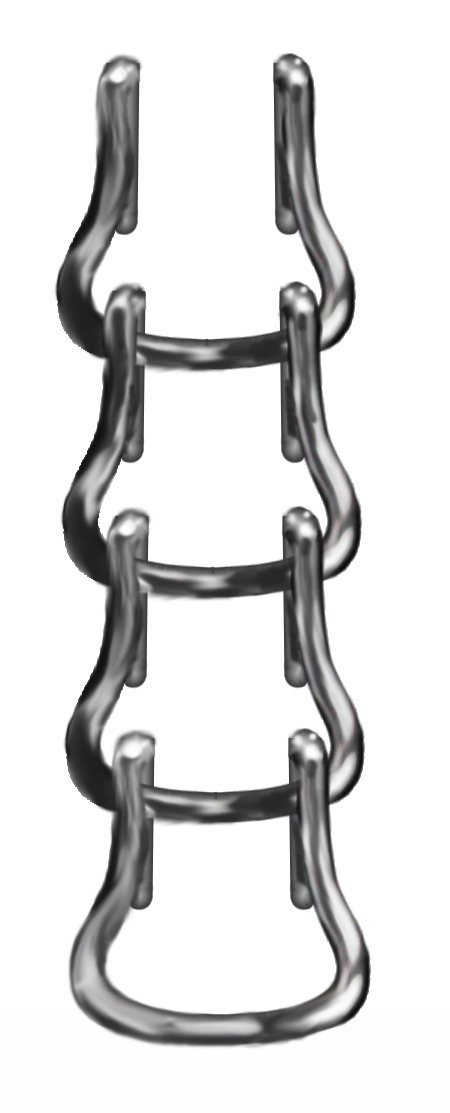
Cadena de baules escala
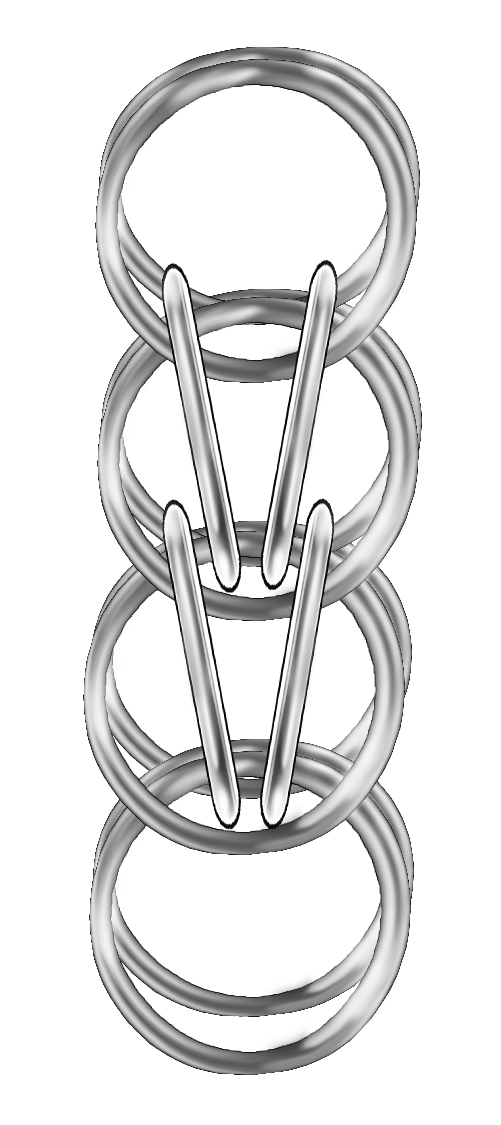
Cadena "Foxtail"
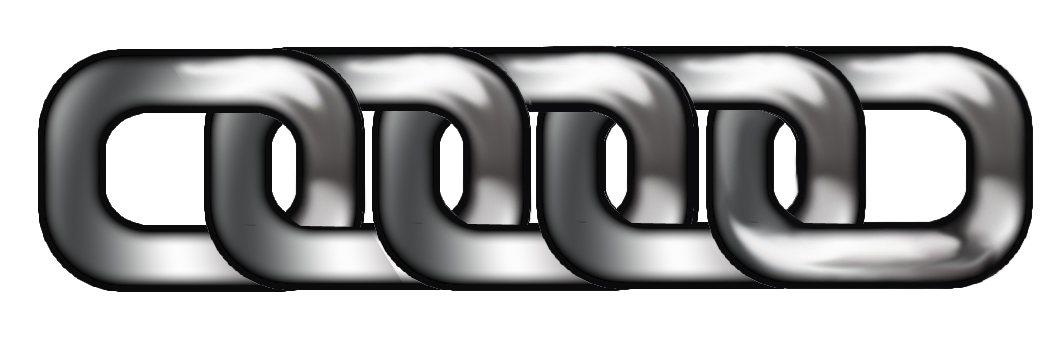
Cadena Singapur
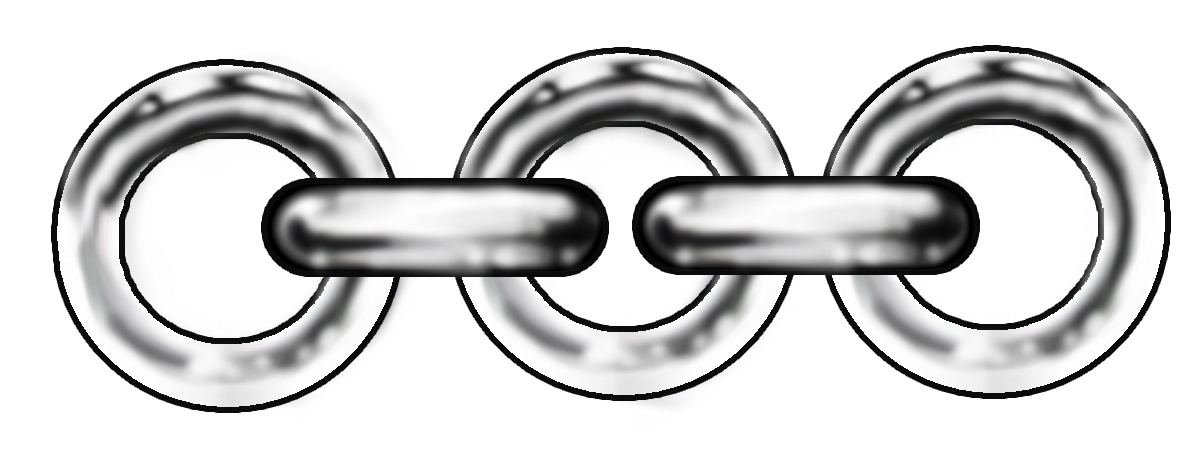
Cadena" Rolo"

## Usos

### Automòbils, motocicletes i bicicletes

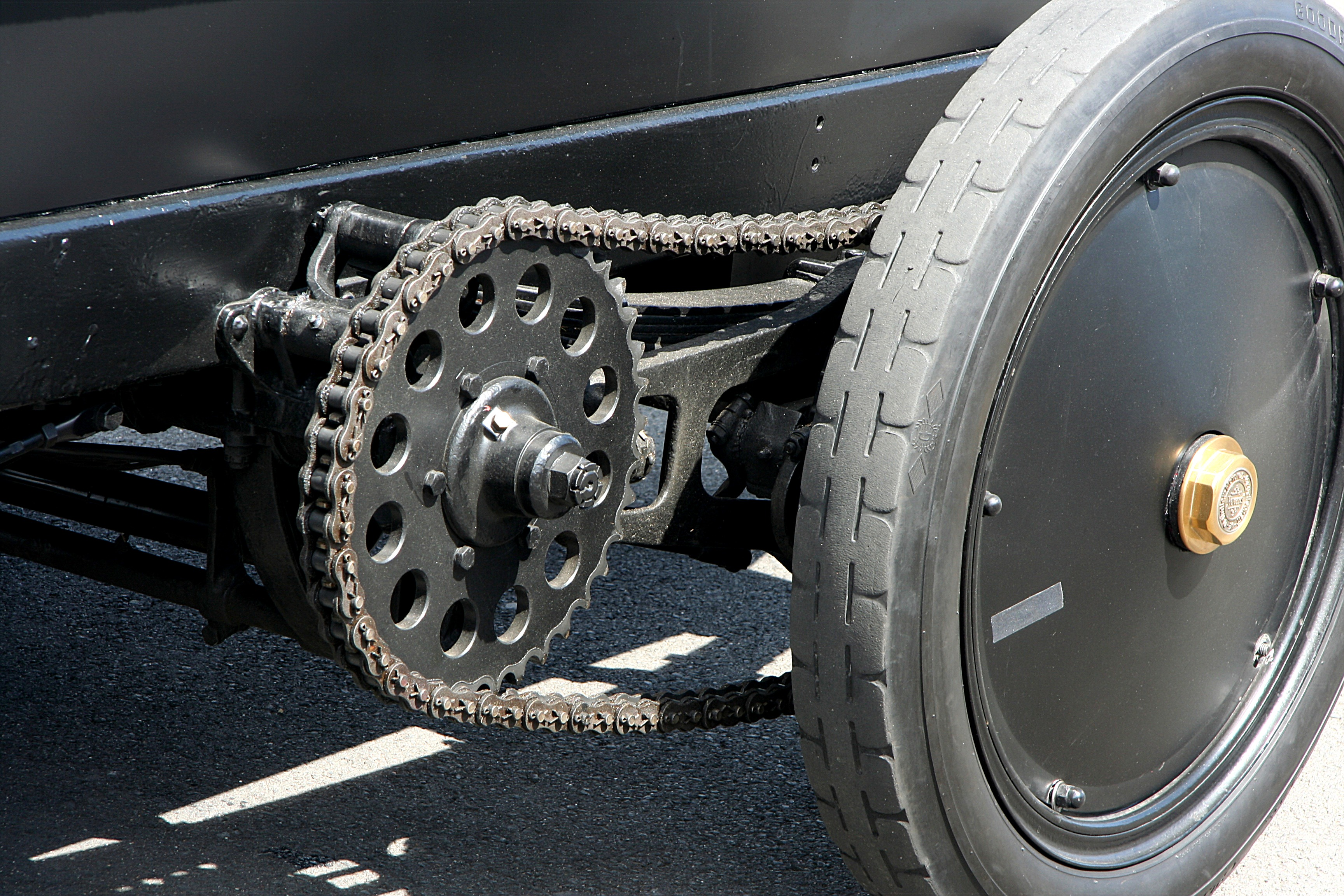
Cadena de transmissió final d'un automòbil
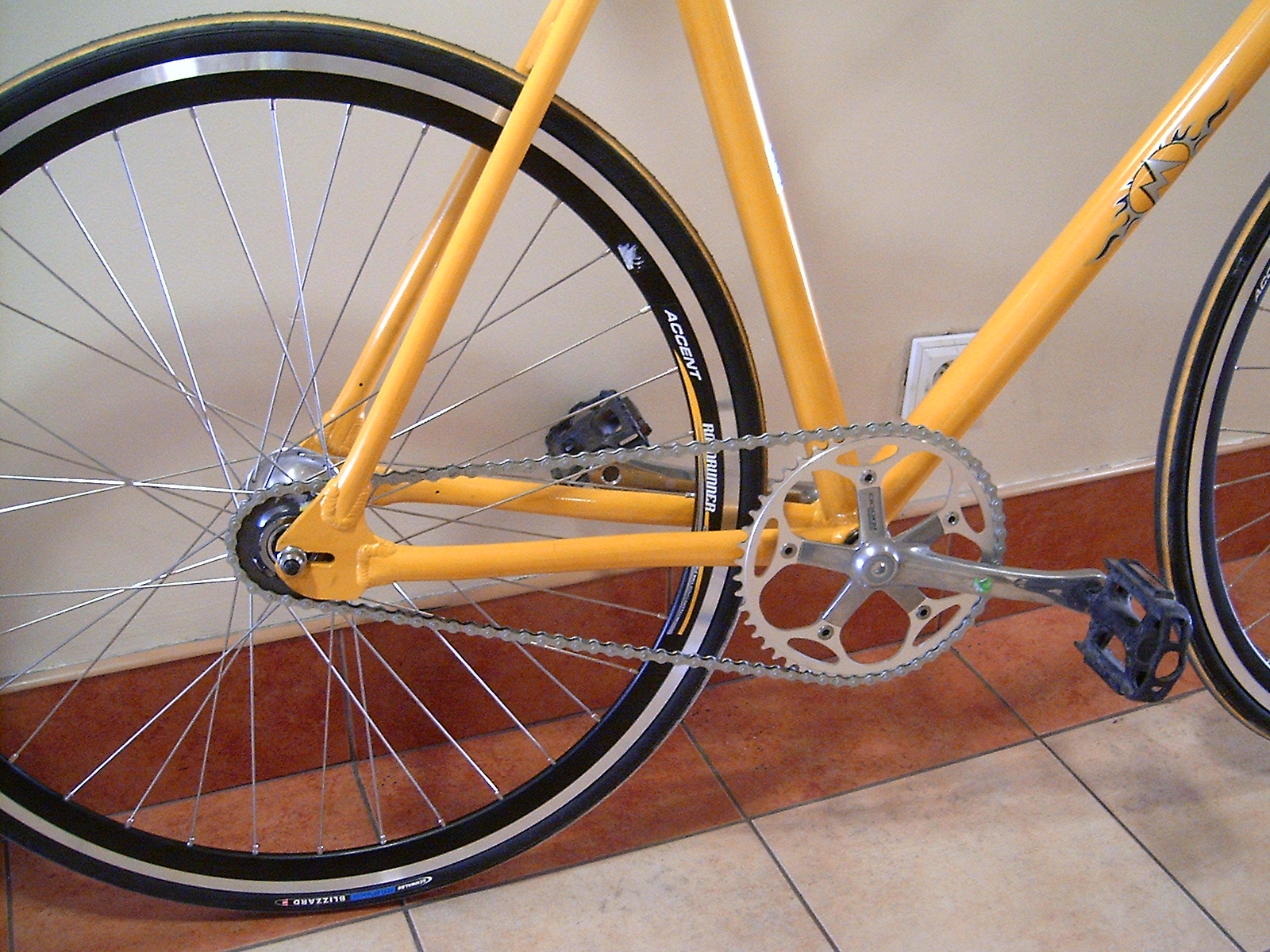
Cadena de bicicleta d'un pinyó únic. El plat multiplica la velocitat del pinyó
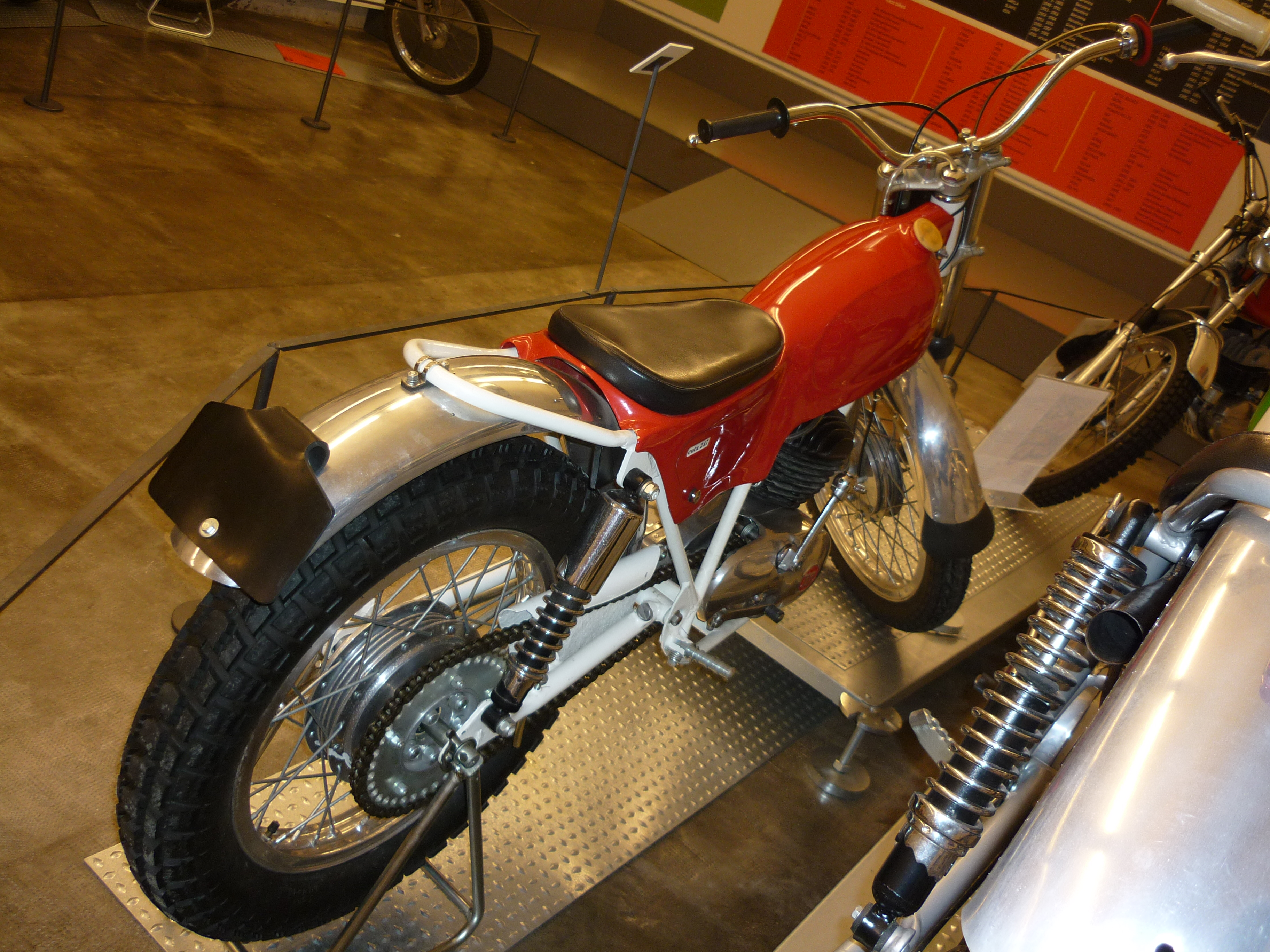
Montesa Cota 247, amb transmissió final per cadena de rodets.

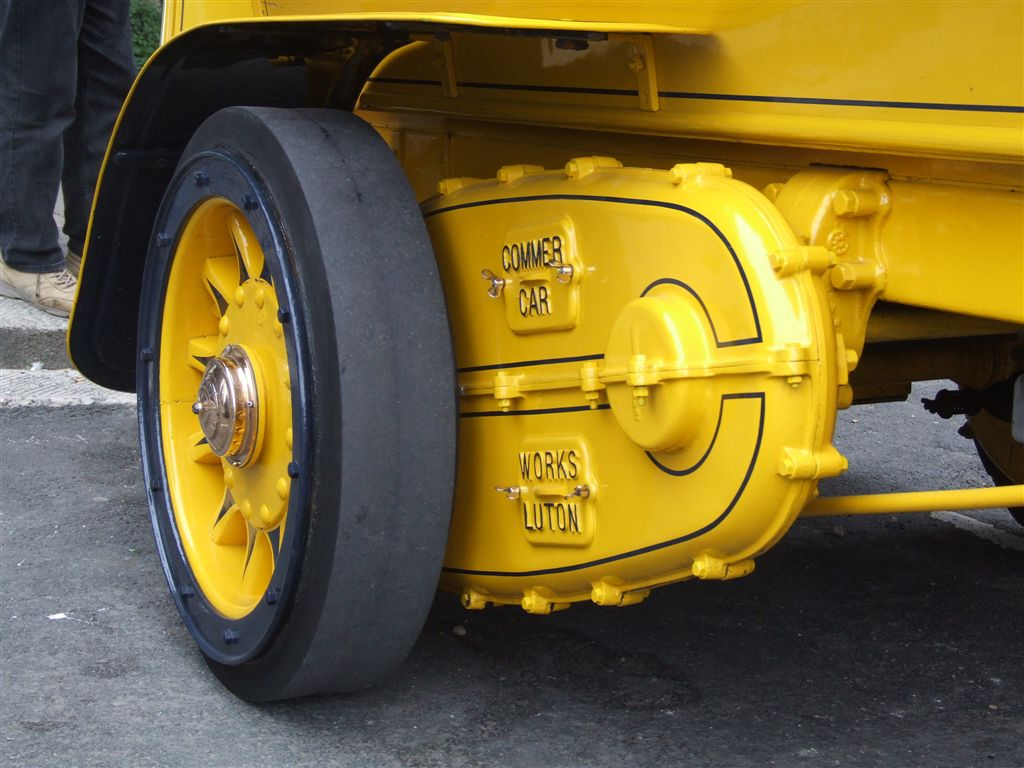
Cadena de transmissió protegida en un automòbil Commer
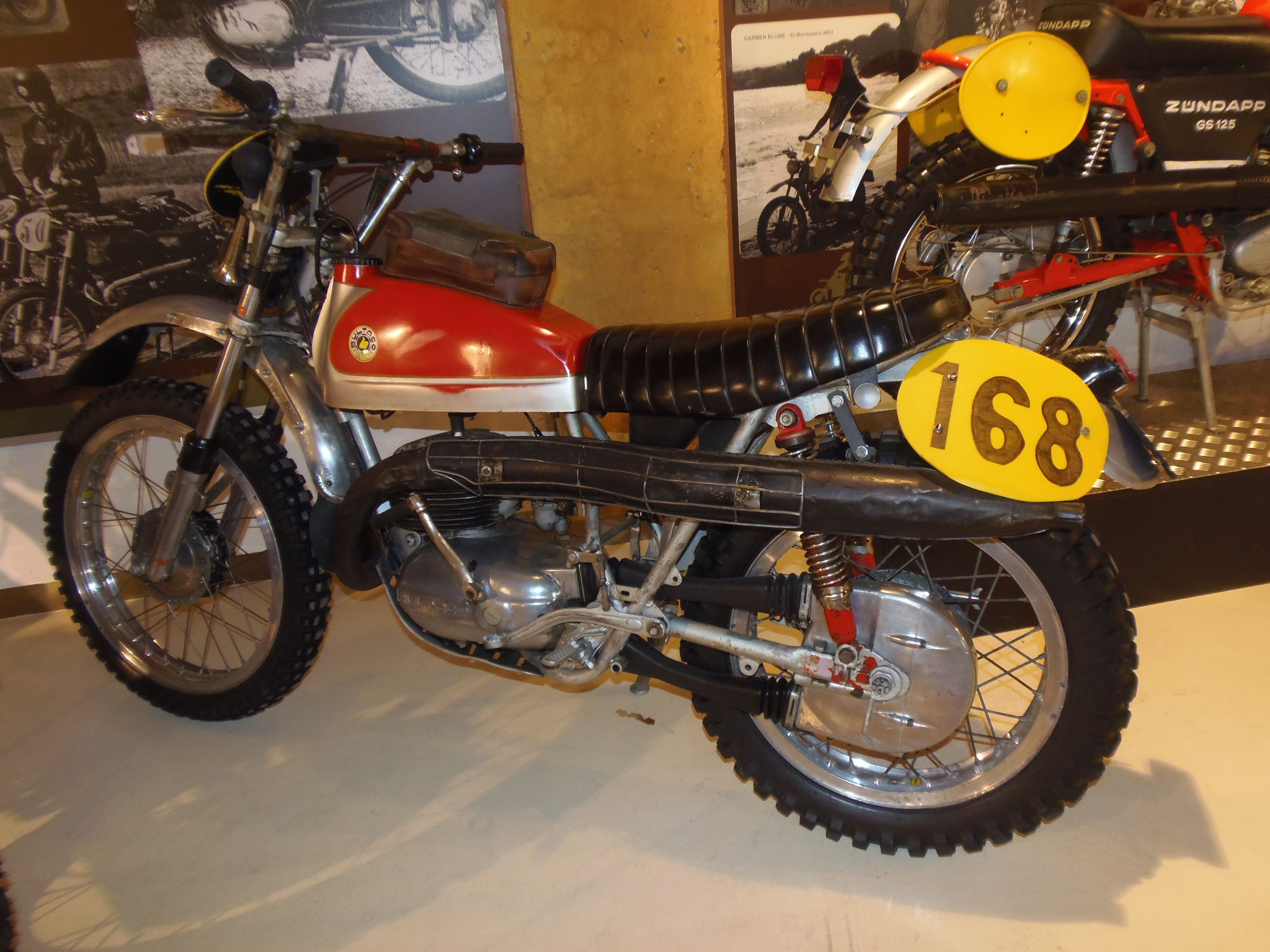
Cadena de transmissió protegida en una Bultaco Matador MK4 SD (1972)

### Distribució de motors

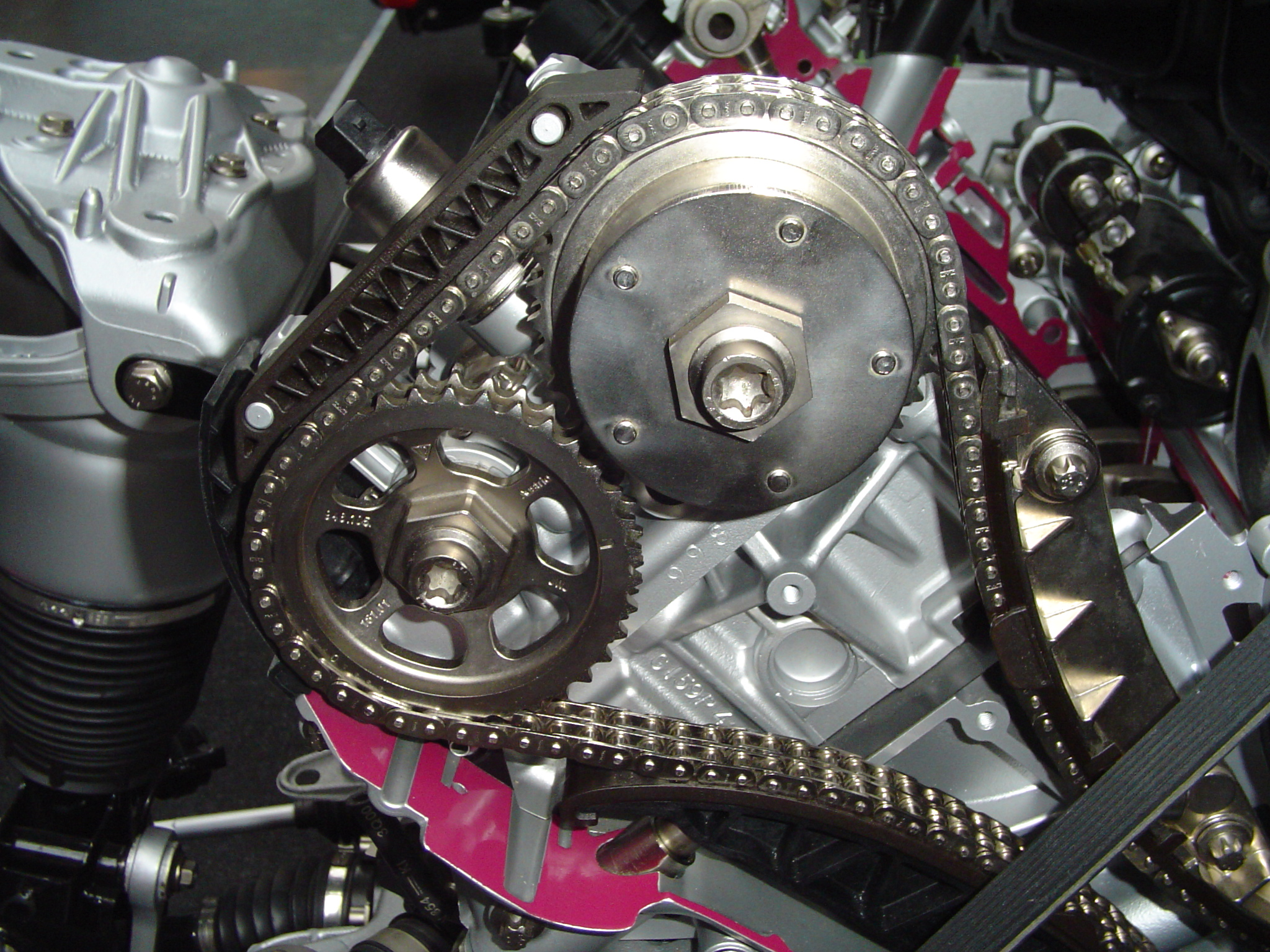
Cadena de rodets doble en la distribució d'un motor.
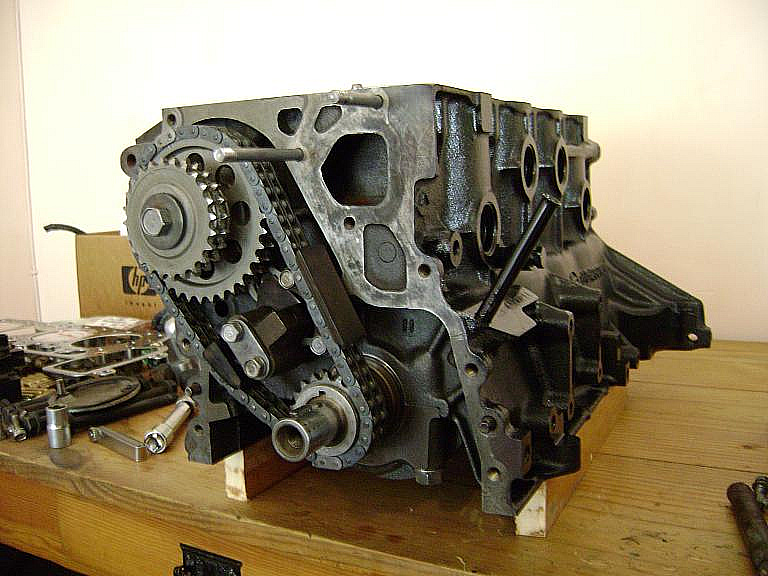
Cadena de distribució d'un motor OHV.
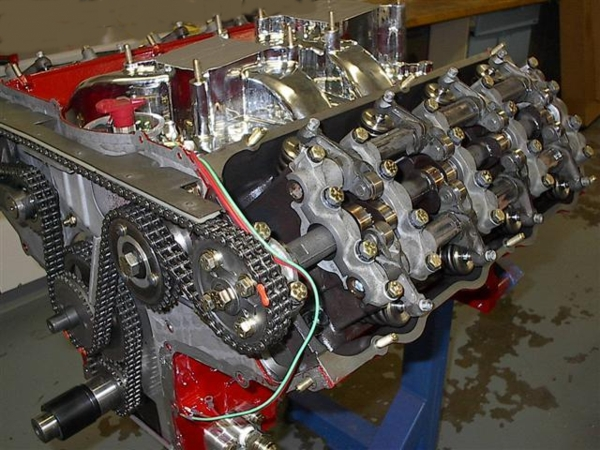
Cadena de distribució d'un motor SOHC (Single overhead camshaft: Simple arbre de lleves en culata).

## Documents
Algunes aplicacions concretes de les cadenes estan documentades en referències diverses. Vegeu, a continuació, una llista – aleatòria i incompleta- de casos ordenada cronològicament.
- c450aC. Sòfanes.[5]
- c 77 dC. Plini el Vell. Naturalis Historia.

| « | Et certes, on dit que la chaine qu'Alexandre le Grand fit faire, pour retenir le pont de Zeugma , qui est sur le grand fleuue Euphrates, est encores en estre : & que les anciennes boucles d'icelle chaine ne sont aucunement enroüillées: &toutefois celles qui ont esté mises de nouveau sont toutes chargées de roüille. Certament hom diu que la cadena que va manar fer Alexandre el Gran per a retenir el pont de Zeugma, damunt del gran riu Eufrates, encara existeix. I que les baules originals no s'han rovellat gens. Mentre que les baules noves són totes rovellades. | » |
| — | |   |

- 1212. Batalla de Las Navas de Tolosa. Cadenes qu’envoltaven la tenda de Miramamolí.[7]
- 1256. Cadena del pont de barques de Sevilla.[8]
- c 1285.

| «                           | Perque negu caualler no deuria anar en feyt d’armes menys de dos parells de regnes, les unes de cadena, e les altres de cuyr; e aquelles de cadena fossen cubertes de cuyr. Que us dire? Quel senyor Rey ana axi abandonat, quel cauall lo menaua ça e lla: e quatre Almugavers qui tenien aprop lo fenyor Rey acostarensen a ell, e nuaren les regnes | » |
| — Crònica de Ramon Muntaner | |   |

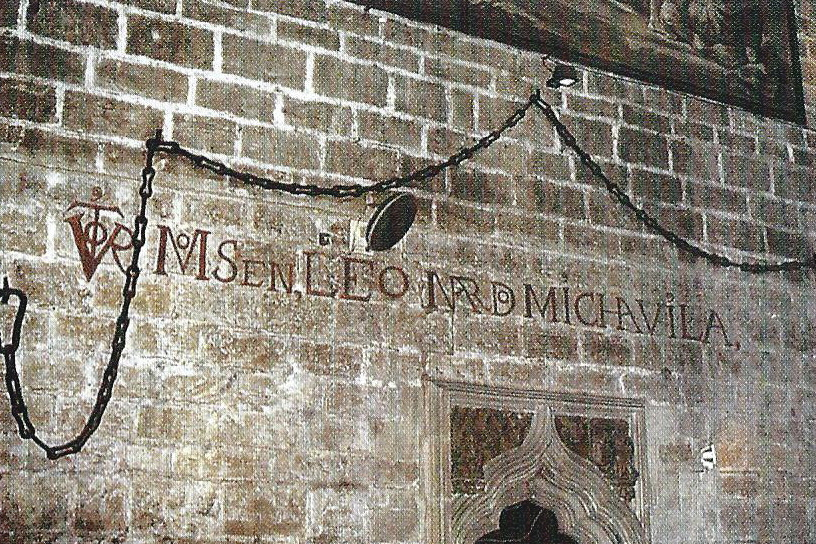
Cadena del port de Marsella.

- 1423. Saqueig de Marsella. Cadena que tancava el port.[10]

| « | Era el encargado, con su galera, de romper la cadena Juan de Corbera, ...aglomerando buques y gentes con la correspondiente maquinaria para romper la cadena, como lo consiguieron ...Cuenta el mismo analista (Zurita), que entre los objetos que los nuestros se llevaron , por indicacion del Rey, habia el cuerpo de San Luis, obispo de Tolosa , que fué luego depositado en la iglesia mayor de Valencia , como tambien se colgó en la catedral de la misma ciudad la famosa cadena del puerto de Marsella , ... | » |
| — | |   |

- 1461. «...una cadena d’or...» Inventari del príncep de Viana.[12]
- 1493. Estudis de cadenes de Leonardo da Vinci. Codex Madrid.[13]
- 1521. Corredora de cadena?

| «                                                                              | « Secondo la misura che facevamo del viaggio colla catena a poppa, noi percorrevamo da 60 a 70 leghe al giorno. | » |
| — Il cosmo di Alessandro Humboldt: Saggio di una descrizione fisica del mondo. | |   |

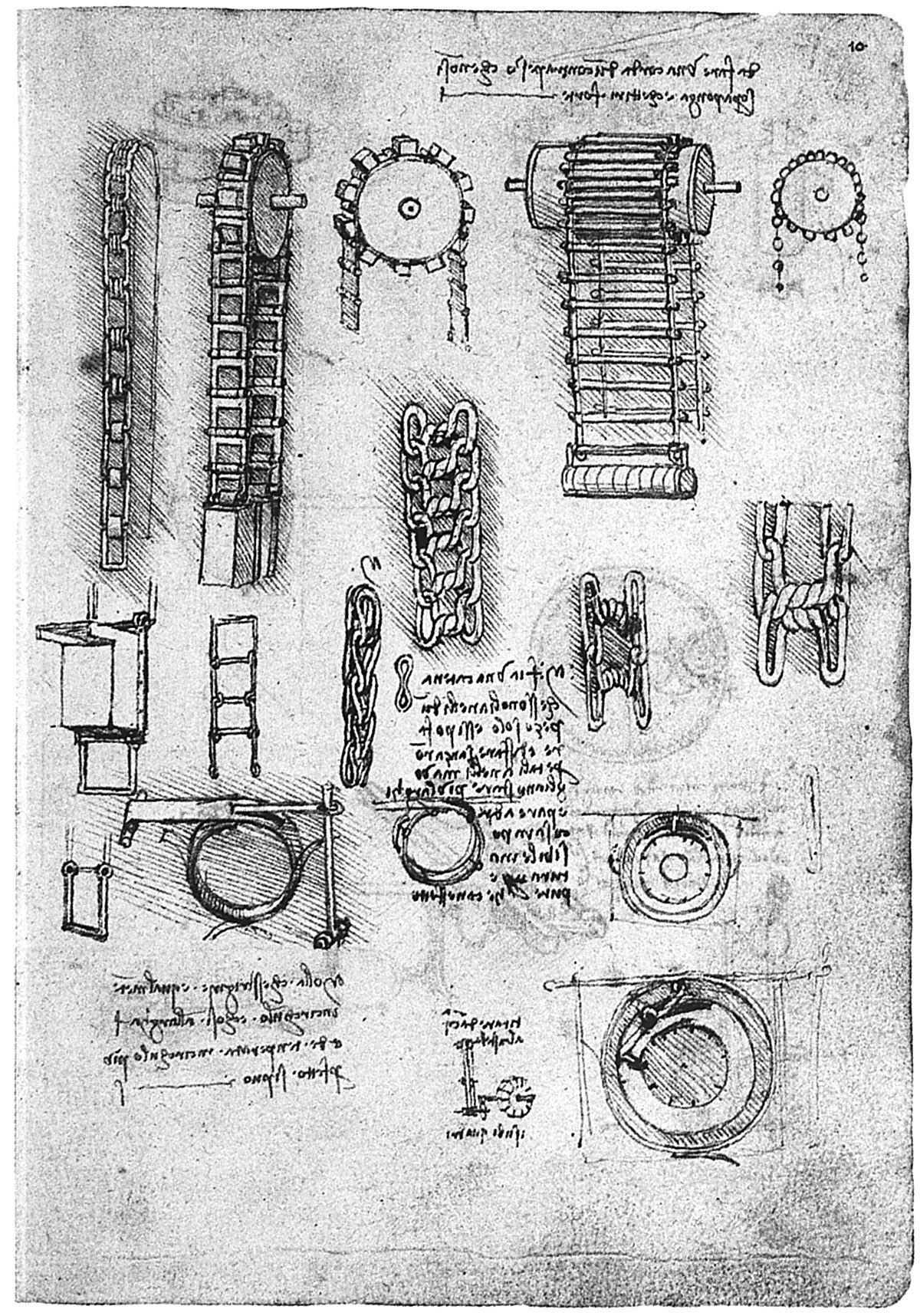
Estudis de cadenes.

- 1535. Cadena del port de La Goleta.

| « | Alli se empleó el mayor buque de guerra que se habia visto hasta entonces; llevaba trescientas sesenta piezas de bronce, seiscientos fusileros , cuatrocientos soldados de rodela y espada , y trescientos artilleros sin contar la chusma. A proa tenia una sierra para romper la enorme cadena que cerraba el puerto . Rota esta, entre èl, y la gran cantidad de proyectiles que arrojó, hizo que se cambiase su nombre de San Juan Bautista en el Bota- fuego... | » |
| — | |   |

- 1565. Setge de Malta. Cadena del port.

| « | ... se arrojaron al mar quatro Turcos desde el Corradino, con sendas hachas en el cinto, y por debaxo del agua llegaron a la cadena (del puerto), y començaron con mucho espacio a cortarla... | » |
| — | |   |

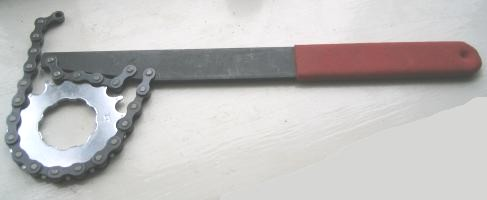
Clau de cadena.

- 1823. Quentin Durward. Una cadena d’or usada a troços per a pagaments.[17]

| « | Untwining his gold chain from his neck, Balafré twisted off, with his firm and strong-set teeth, about four inches from the one end of it, and said to his attendant,... | » |
| — | |   |

- 1857. Cadena d’agrimensor.[19]
- 1873. Narració humorística sobre un rellotge de butxaca i la cadena.[20]
- 1886. Parla de la cadena que tancava el port de Brindisi el 1276.[21]
- 1893. Patent d’una clau de cadena.[22]
- 1918. Cadena de boles («ball chain», «bead chain»)[23]
- 1931. Sistema reductor per cadena en barques de motor.[24]
- 2021. Una cadena és tan forta com la baula més feble.[25]